# 吴传福
吴传福，中华人民共和国政治人物、外交官。1993年，接替安惠侯担任中华人民共和国驻巴勒斯坦大使。1998年，由吕国增接任。2000年，担任中华人民共和国驻瑞士大使。